# Montferrand-le-Château
 Montferrand-le-Château  es una población y comuna francesa, en la región de Franco Condado, departamento de Doubs, en el distrito de Besançon y cantón de Boussières.

## Demografía
| 875 | 974 | 1452 | 1612 | 1724 | 1896 |
| Para los censos de 1962 a 1999 la población legal corresponde a la población sin duplicidades (Fuente: INSEE [Consultar]) |     |      |      |      |      |